# Зорана Аруновіч
Зорана Аруновіч (серб. Зорана Аруновић; 22 листопада 1986, Белград, Сербія) — сербська стрільчиня, олімпійська чемпіонка 2024 року.

## Виступи на Олімпіадах
| Олімпіада           | Дисципліна                              | Місце |
| ------------------- | --------------------------------------- | ----- |
| Лондон 2012         | пневматичний пістолет, 10 метрів        | 7     |
| Лондон 2012         | пістолет, 25 метрів                     | 4     |
| Ріо-де-Жанейро 2016 | пневматичний пістолет, 10 метрів        | 11    |
| Ріо-де-Жанейро 2016 | пістолет, 25 метрів                     | 19    |
| Токіо 2020          | пневматичний пістолет, 10 метрів        | 17    |
| Токіо 2020          | пневматичний пістолет, 10 метрів, мікст | 4     |
| Токіо 2020          | пістолет, 25 метрів                     | 9     |
| Париж 2024          | пневматичний пістолет, 10 метрів        | 10    |
| Париж 2024          | пневматичний пістолет, 10 метрів, мікст | 1     |

## Зовнішні посилання
- Зорана Аруновіч на сайті ISSF (англійська)
- Зорана Аруновіч на сайті Olympedia (англійська)